# هیروتاکا تامدا
هیروتاکا تامدا (انگلیسی: Hirotaka Tameda؛ زادهٔ ۲۴ اوت ۱۹۹۳) بازیکن فوتبال اهل ژاپن است.
از باشگاه‌هایی که در آن بازی کرده‌است می‌توان به باشگاه فوتبال جف یونایتد ایچیهارا چیبا و باشگاه فوتبال آویسپا فوکوئوکا اشاره کرد.